# Temu mangga
Curcuma mangga
Espèce
Classification phylogénétique
Le Temu mangga (Curcuma mangga ) est une espèce de plante herbacée rhizomateuse vivace du genre Curcuma de la famille des Zingibéracées.  Il est très proche du Curcuma, Curcuma longa.
Le rhizome a un léger goût de mangue crue.
Il est originaire de l'île de Java.
On l'appelle en Indonésien "Temu mangga", et en Malaisie "Temu pauh".

## Utilisation
On s'en sert comme plante médicinale dans la médecine traditionnelle javanaise  et dans le Jamu
Le rhizome est utilisé pour aider aux problèmes stomacaux.